# Euschistospiza
Euschistospiza és un gènere d'ocells de la família dels estríldids (Estrildidae). Es distribueixen per l'Àfrica subsahariana.

## Taxonomia
Segons la Classificació del Congrés Ornitològic Internacional (versió 15.1, 2025) aquest gènere està format per dues espècies:
- Euschistospiza dybowskii - estrilda de Dybowski.
- Euschistospiza cinereovinacea - estrilda fumada.